# 病気の子供 (メツー)
『病気の子供』（びょうきのこども、蘭: Het zieke kind、英: The Sick Child）、または『病気の少女』（びょうきのしょうじょ、英: The Sick Girl）は、17世紀オランダ黄金時代の画家ハブリエル・メツーが1660年頃、キャンバス上に油彩で制作した風俗画である。17世紀にはあまり描かれることのなかった病気の子供が主題となっている。1928年のベルリンにおけるオスカル・フルトシンスキー・コレクションの作品の競売で、フェレニヒンク・レンブラント (美術品購入でオランダの美術館を援助する芸術庇護者の協会) の援助により取得されて以来、アムステルダム国立美術館に所蔵されている。

## 作品
メッツーは、生涯を通して様々な様式とジャンルで制作した。画家は、晩年に本作を描いたが、この時期、彼の様式は、ピーテル・デ・ホーホやヨハネス・フェルメールに類似している。それは、明るい光、弱い陰影のコントラスト、鮮明で均一な色彩において見られるが、より絵具を厚塗りし、荒い筆致であり、フェルメールほど洗練された様式ではない。本作はおそらく、1663年から1666年までアムステルダムで大流行した腺ペストの後に制作された。このアムステルダムの疫病により、市の人口の10分の1が亡くなった。
この作品の構図は「ピエタ」の形式に類似している。 母親が落ち着きのない子供、おそらく女の子を膝の上で抱いている姿は、イエス・キリストの亡骸を抱いている聖母マリアの姿を想起させるのである。母子の位置は、母親の心臓部分を横切り対角線を形成している。子供は、鑑賞者を通り越す虚ろな眼差しで遠くを見ており、母親は子供から目を離さず、その上に身を屈めている。 母親の明るい赤色のスカートと青いエプロン、子供の黄色と白色の衣服は、部屋の他の部分の抑制された色調とコントラストをなしている。子供が病気で食事することができないため、左側のテーブル上には、スプーンの入ったかゆの壺が置き去りにされている。右側の椅子の上には衣服がある。壁には、ヨーロッパの地図が掛けられており、その上には画家の署名「G. Metsue」と、室内の苦悩を反映する「キリストの磔刑」の素描がある。
メツーの妻のイザベラが本作の母親のモデルであったのかもしれない。女性は既婚女性の帽子を被り、結婚指輪を付けており、彼女のイヤリングは、より早い時期のイザベラの肖像 (1658年頃) に見られるものである。子供は、画家夫妻の子供であるかもしれないが、夫妻の子供は記録になく、もしかしたらメツーの庇護者であったヤン・ヤコプスゾーン・ヒンロペン の子供かもしれない。メツーは、1661年と1663年にヒンロペンの家族の肖像を描いている (メツーの『ヒンロペン一家の肖像』を参照)。ヒンロペンの娘のヒールトライト (Geertruit) は、1663年8月19日、生後19ヵ月で麻疹で亡くなった。

## 関連作品

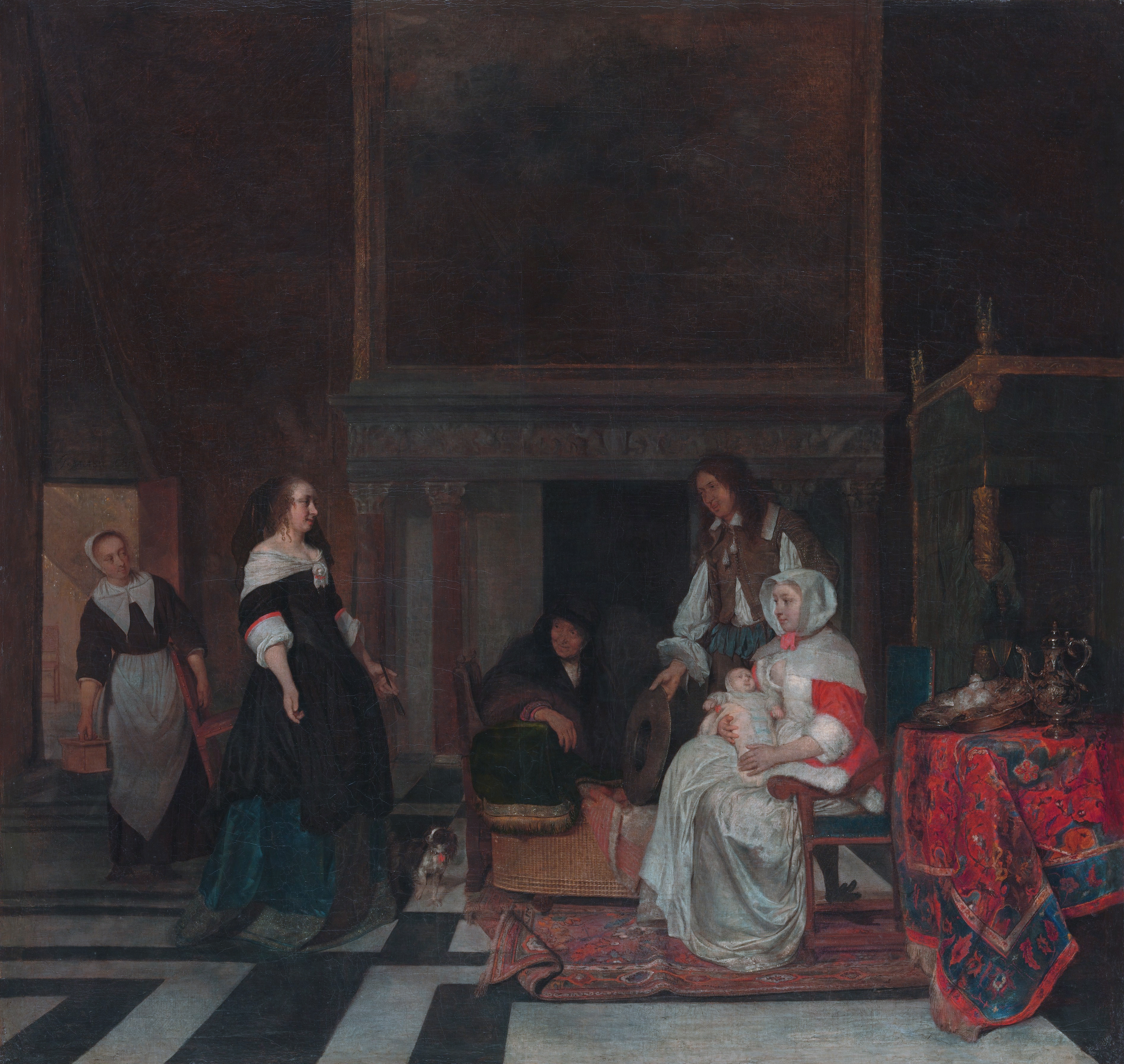
ハブリエル・メツー『保育所の訪問』、1661年、メトロポリタン美術館、ニューヨーク
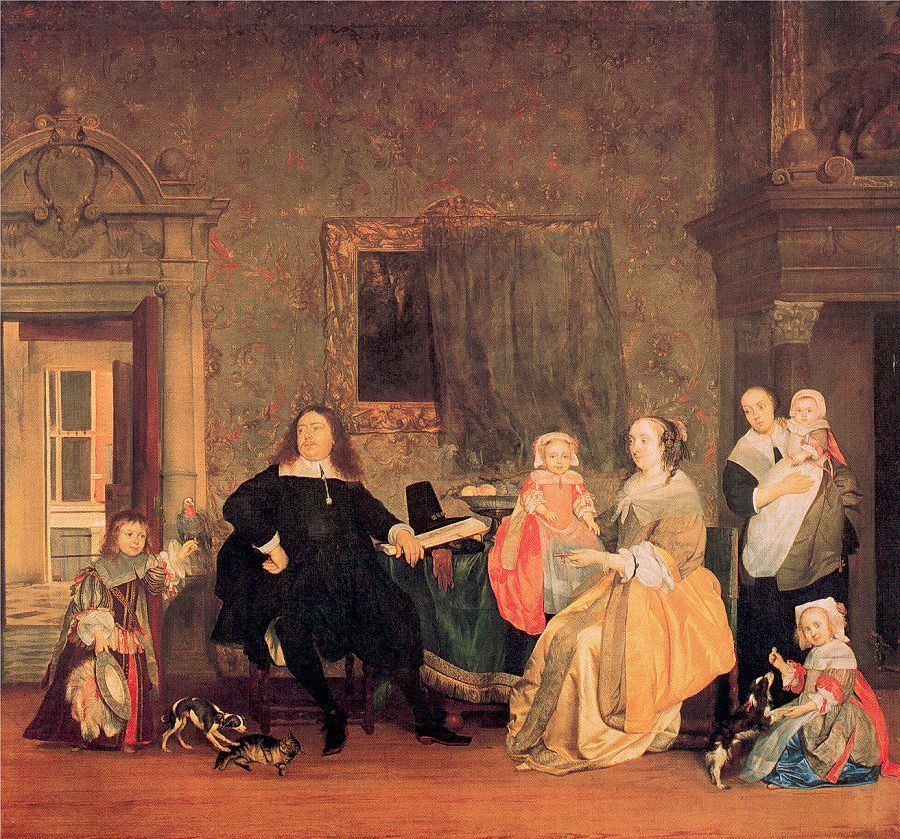
ハブリエル・メツー『ヒンロペン一家の肖像』、1663年、絵画館 (ベルリン)
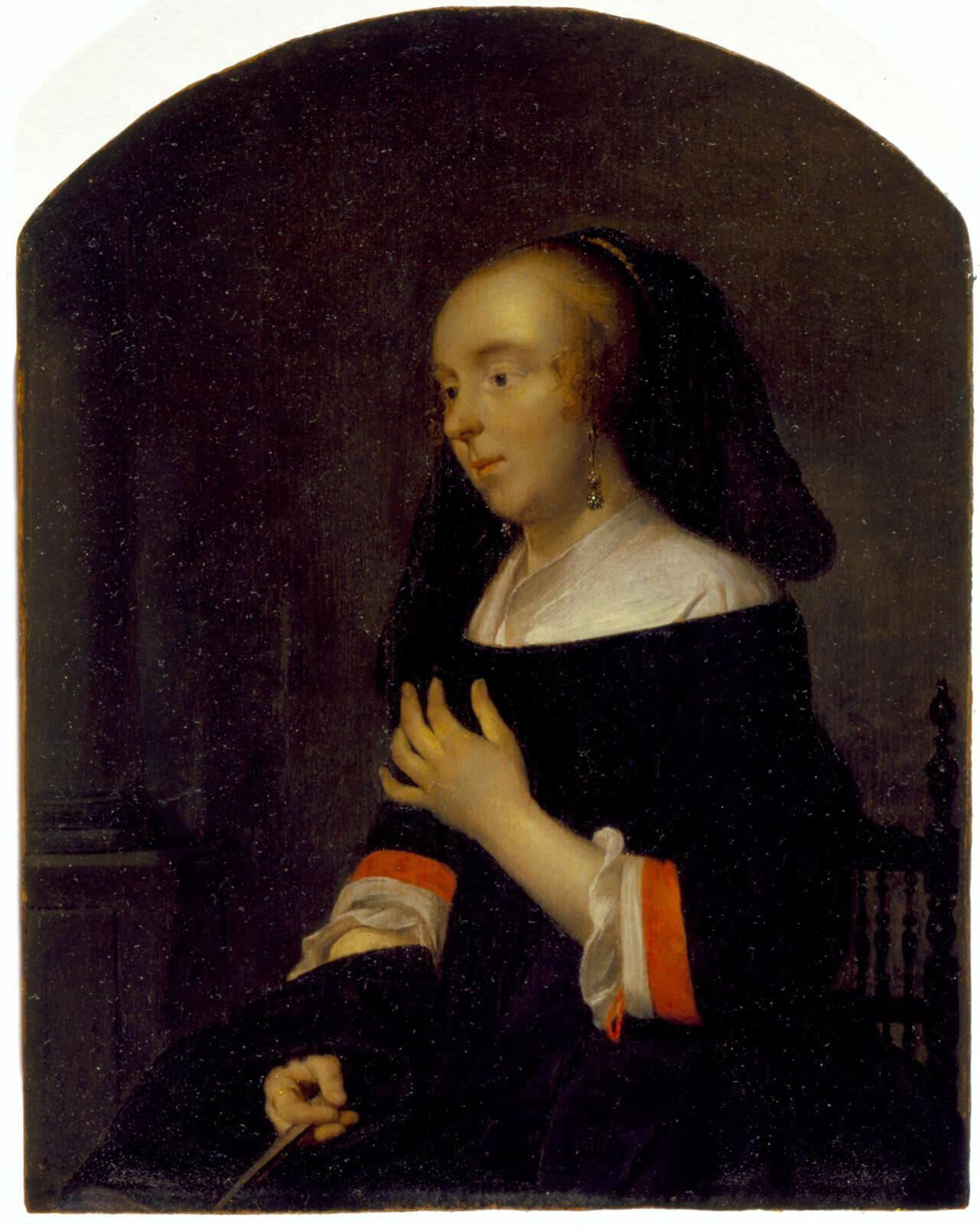
ハブリエル・メツー『妻イザベラ・デ・ウォルフの肖像』、1658年、スピード美術館、ルイズビル、ケンタッキー州
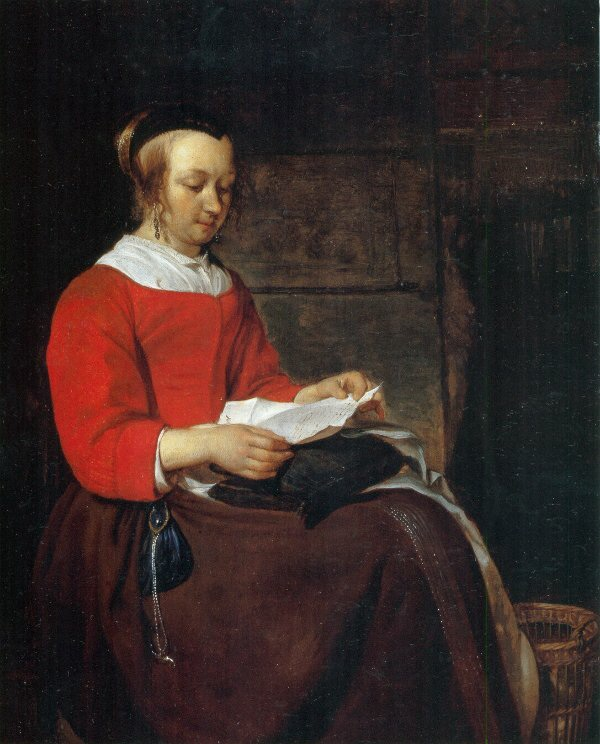
ハブリエル・メツー『読書して、室内に座っている若い女性』、1658年頃、ライデン・コレクション、ニューヨーク